# أندري بولياكوف
أندري بولياكوف (بالروسية: Андрей Владимирович Поляков؛ 14 أكتوبر 1950 - 3 مارس 2021) كان دبلوماسي سوفييتي وروسي. شغل مناصب دبلوماسية مختلفة منذ عام 1973 فصاعدًا، وشغل منصب سفير روسيا في تونس ورواندا.

## الحياة المهنية
ولد بولياكوف في 14 أكتوبر 1950 في موسكو، التي كانت آنذاك جزءًا من جمهورية روسيا الاتحادية الاشتراكية السوفياتية في الاتحاد السوفيتي. درس في معهد موسكو الحكومي للعلاقات الدولية، وتخرج عام 1973، والتحق بالسلك الدبلوماسي. أجرى دراسات أخرى في وقت لاحق من حياته المهنية في الأكاديمية الدبلوماسية التابعة لوزارة الشؤون الخارجية في اتحاد الجمهوريات الاشتراكية السوفياتية، وتخرج في عام 1987 كمرشح للعلوم التاريخية. تم تقسيم خدمته الدبلوماسية المبكرة بين مناصب في وزارة الخارجية المركزية، وفي سفارات اتحاد الجمهوريات الاشتراكية السوفياتية، وفيما بعد روسيا في السودان ولبنان ومصر.
بين عامي 1999 و2001 كان بولياكوف مستشارًا وزيرًا في السفارة الروسية في لبنان، تلاه عودته إلى روسيا وتعيينه بين عامي 2002 و2004 كمستشار أول، رئيس قسم في قسم الشرق الأوسط وشمال إفريقيا في الخارجية الروسية. الوزارة. في عام 2004 أصبح نائب مدير الدائرة، حيث تم تعيينه في الرتبة الدبلوماسية لمبعوث فوق العادة ومفوض من الدرجة الثانية في 7 مايو 2005. وترك هذا المنصب في عام 2006، وفي 11 أبريل 2006 تم تعيينه سفيراً لروسيا في تونس. قدم أوراق اعتماده في 29 يونيو 2006، وظل سفيراً حتى 14 يناير 2011. خلال هذا الوقت تمت ترقيته إلى رتبة مبعوث فوق العادة ومفوض من الدرجة الأولى في 11 مارس 2009. في 22 مايو 2013 تم تعيين بولياكوف سفيرا لروسيا في رواندا، وهو المنصب الذي شغله حتى تقاعده في 31 أكتوبر 2017. تمت ترقيته إلى رتبة سفير فوق العادة ومفوض قرب نهاية المهمة في 10 فبراير 2016. خلال الفترة التي قضاها ساعد في ترتيب زيارة وزيرة الخارجية الرواندية لويز موشيكيوابو إلى روسيا. كانت هذه هي المرة الأولى التي يزور فيها وزير خارجية رواندي البلاد.
توفي بولياكوف في 3 مارس 2021. كان متزوجا وله ولدان. حصل خلال حياته المهنية على العديد من الجوائز والأوسمة، بما في ذلك وسام وسام الشرف في عام 1982، ووسام الخدمة التي لا تشوبها شائبة ثلاثون عامًا في 9 فبراير 2011. ووصفه نعيه من قبل وزارة الخارجية الروسية بأنه «دبلوماسي من ذوي الخبرة والمهنية العالية قدم مساهمة كبيرة في تطوير العلاقات الثنائية، وتنفيذ المسار الذي اتبعته روسيا لتعزيز العلاقات المتنوعة مع دول الشرق الأوسط وأفريقيا، رفيق وموجه موثوق به».